# Atletismo nos Jogos Pan-Americanos de 1979 - Lançamento de dardo feminino
A prova do lançamento de dardo feminino nos Jogos Pan-Americanos de 1979 foi realizada em San Juan, Porto Rico.

## Medalhistas
| Ouro                         | Prata                          | Bronze                            |
| Maria-Caridad Colon CUB Cuba | Lynn Cannon USA Estados Unidos | Cathy Sulinski USA Estados Unidos |

## Resultados
| Posição           | Nome                | Nacionalidade      | Marca | Notas |
| ----------------- | ------------------- | ------------------ | ----- | ----- |
| Medalha de ouro   | Maria-Caridad Colon | CUB Cuba           | 62.30 |       |
| Medalha de prata  | Lynn Cannon         | USA Estados Unidos | 56.48 |       |
| Medalha de bronze | Cathy Sulinski      | USA Estados Unidos | 56.44 |       |
| 4                 | Laurie Kern         | CAN Canadá         | 55.70 |       |
| 5                 | Marli dos Santos    | BRA Brasil         | 52.66 |       |
| 6                 | Ana Nunez           | CUB Cuba           | 48.84 |       |
| 7                 | Sonya Smith         | BER Bermudas       | 46.54 |       |
| 8                 | Vicky López         | PUR Porto Rico     | 41.14 |       |